# Dymitr Ledóchowski
Dymitr Ledóchowski herbu Szaława (zm. 10 grudnia 1789 roku) – stolnik włodzimierski w latach 1783–1789, wojski większy włodzimierski w latach 1779–1783.
Poseł województwa wołyńskiego na sejm 1780 roku.